# Адріанопольський договір (1713)
Адріано́польський ми́рний до́гові́р (1713) — мирна угода, уклада 13 (24 червня) 1713 року у Адріанополі (Московським царством і Османською імперією строком на 25 років після російсько-турецької війни 1711 — 1713 років. В цілому повторював Прутський мирний договір, був замінений Константинопольським «Вічним Миром».
Згідно з мирною угодою, Московське царство зобов'язувалось у 60-денний термін вивести з Речі Посполитої свої війська, які перебували переважно на території Правобережної України. Московсько-османський кордон переносився аж до безпосередніх кордонів Лівобережної Гетьманщини — в межиріччя Самари й Орелі, далі на південний схід по Сіверському Дінцю. Отже, Московське царство втрачало східну частину Запоріжжя й була повністю ізольована від Азовського моря. Також переглядалися міждержавні кордони на правобережних землях України, починаючи від Києва. 23(12) квітня 1714 до Адріанопольського договору було додано дві статті, за якими османський султан дозволяв військам Речі Посполитої зайняти територію Правобережної України, з якої вже було виведене населення ліквідованих правобережних козацьких полків у кордонах «від Случі до Дніпра». Відповідно до цієї угоди Московська держава підтверджувала угоди 1711 та 1712 років, в тому числі визнавала юрисдикцію Османської імперії над Військом Запорозьким.